# Afrika Museum
Het Afrika Museum, ook bekend als het Wereldmuseum Berg en Dal, was een museum in de Nederlandse provincie Gelderland. Het museum was gevestigd aan de Postweg 6, nabij het dorp Heilig Landstichting in de Nederlandse gemeente Berg en Dal. 
Het museum was vooral gewijd aan Afrikaanse kunst en cultuur. Het ontstond uit de verzamelingen van de paters en broeders van de Congregatie van de Heilige Geest (spiritijnen). Deze orde verzamelde Afrikaanse voorwerpen uit haar missiegebied in Tanzania. De voorwerpen kwamen in Nederland terecht via missionarissen, missiebisschoppen, Afrikaanse leken en Afrikaanse ambassades. Ook werden voorwerpen aangekocht. Het museum opende in 1954 zijn deuren en werd in 1958 uitgebreid. Op 27 november 2023 werden de museumdeuren gesloten. 

## Binnen en buiten
Het museum omvatte een binnenmuseum waarin een grote collectie Afrikaanse kunst was opgenomen die aandacht besteedde aan Afrikaanse architectuur, Afrikaanse visies op kunst en schoonheid, Afrikaanse kunst en religie en samenleving. Daarnaast was er ook een in Nederland uniek buitenmuseum met een combinatie van openluchtmuseum-bouwwerken, zoals een origineel Kusasi-woonerf uit Ghana, een kampement van Baka-pygmeeën uit Kameroen, een palaverhuis, een Sotho-woonerf uit Lesotho, Toffinou-paalwoningen uit Benin, Dogon-woonerf uit Mali en beelden uit Zimbabwe. Het vernieuwde buitenmuseum werd in 1987 door prins Claus der Nederlanden geopend. Sinds dat jaar kreeg het museum een exploitatiesubsidie van het Rijk. Als unieke museale publiekstrekker en kenniscentrum van klassieke en moderne Afrikaanse kunst groeide in de jaren daarna de reputatie van het Afrika Museum nationaal en internationaal.

## Wereldculturen
In 2005 werd het museum ingrijpend verbouwd en uitgebreid. Sedert 2014 was het museum in het kader van het centralisatiebeleid van de overheid een van de locaties van het Nationaal Museum van Wereldculturen (NMvW), waarvan ook het Tropenmuseum in Amsterdam, het Rijksmuseum voor Volkenkunde in Leiden en het Wereldmuseum in Rotterdam deel uitmaken.
De collectie bevat achtduizend voorwerpen.
Directeur Stijn Schoonderwoerd gaf in april 2019 aan dat het museum kunstwerken uit de collectie die in de koloniale tijd geroofd zijn, wilde teruggeven aan de landen van herkomst. Het museum wilde zelf uitzoeken welke kunstvoorwerpen voor teruggave in aanmerking kwamen. Er waren tot maart 2019 geen claims ontvangen voor museumstukken van Wereldmuseum Berg en Dal. In september 2020 trachtten Franssprekende activisten een beeld te stelen. Ze meenden dat het Wereldmuseum Berg en Dal spullen herbergde die geplunderd en gestolen waren tijdens de kolonisatie van Afrika. De activisten stonden in Parijs terecht wegens poging tot een vergelijkbare diefstal en werden daar veroordeeld.

## Toekomst
In 2021 bleek er onenigheid tussen de onderdelen van Nationaal Museum van Wereldculturen over de koers van het museum. De Congregatie van de Heilige Geest, die eigenaar is van de gebouwen en de collectie van Wereldmuseum Berg en Dal en die het terrein verhuurt aan het Nationaal Museum, wilde niet dat het buitenmuseum met unieke exemplaren van Afrikaanse architectuur gesloopt zou worden. Zonder instemming van de eigenaar werden wandschilderingen van het buitenmuseum overgeschilderd, waardoor een groot deel van Afrikaanse symboliek op de buitenmuren werd vernietigd.
De paters willen vanaf 2025, bij expiratie van de lopende contractperiode, de samenwerking met het Nationaal Museum van Wereldculturen beëindigen vanwege voornoemd meningsverschil. Hierdoor zou Wereldmuseum Berg en Dal, zoals de directie van het NMvW het Afrika Museum in 2023 is gaan noemen, volgens het Nationaal Museum niet meer in aanmerking komen voor subsidie, hetgeen leidde tot de sluiting van het museum op 27 november 2023. Volgens een woordvoerder van de congregatie heeft het NMvW sinds 2014 de naam Afrika Museum verkwanseld.
Er ontstond een conflict tussen de paters van de Congregatie van de Heilige Geest en het Nationaal Museum van Wereldculturen (NMvW) over de eigendom van de collectie. Op 18 december 2024 besliste de rechtbank in Arnhem dat de NMvW de collectie moet teruggeven aan de paters. Deze is voor hen van groot belang. Het NMVW heeft alleen de eigendom van de inventaris van het museum.

### Buitenmuseum

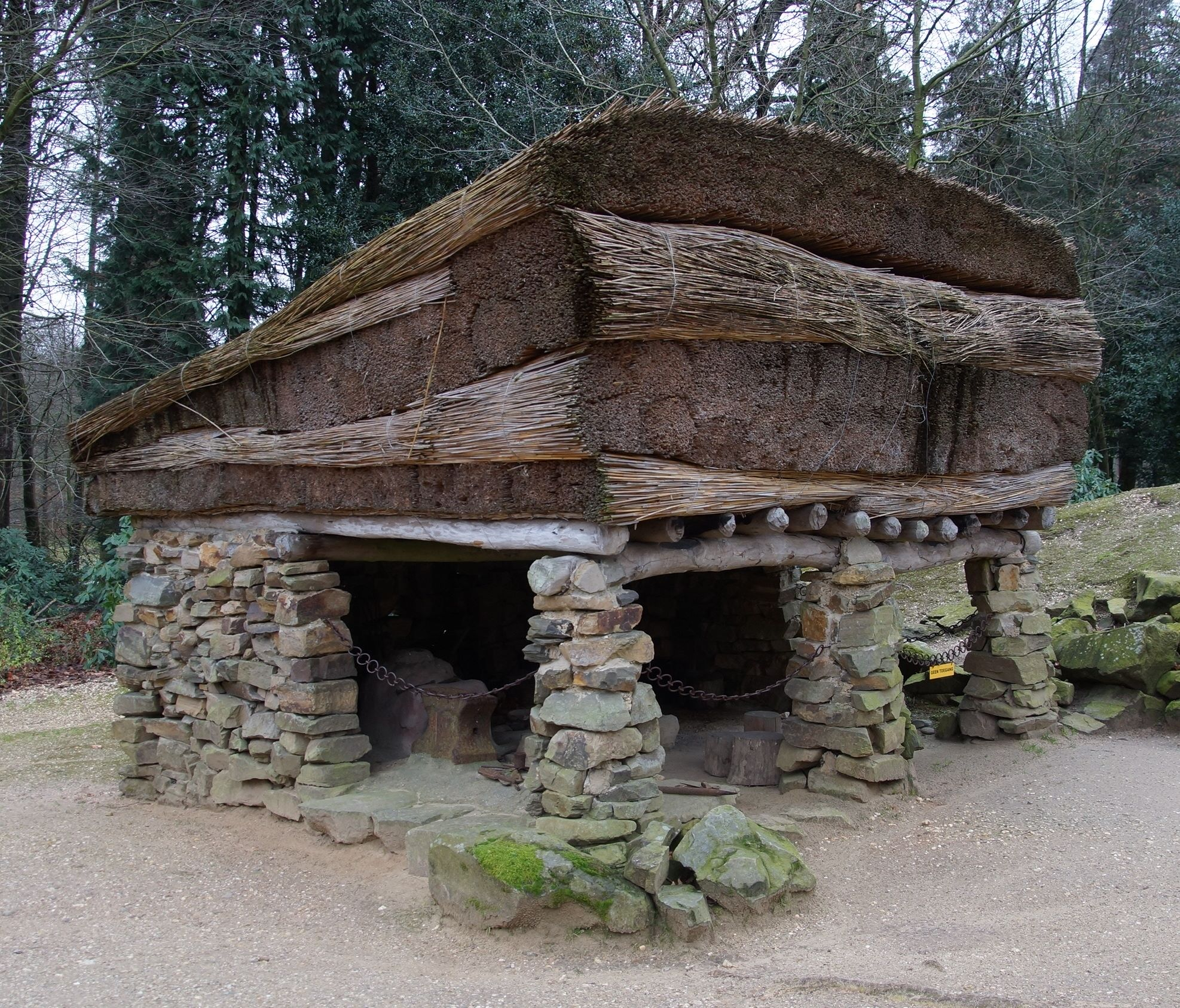
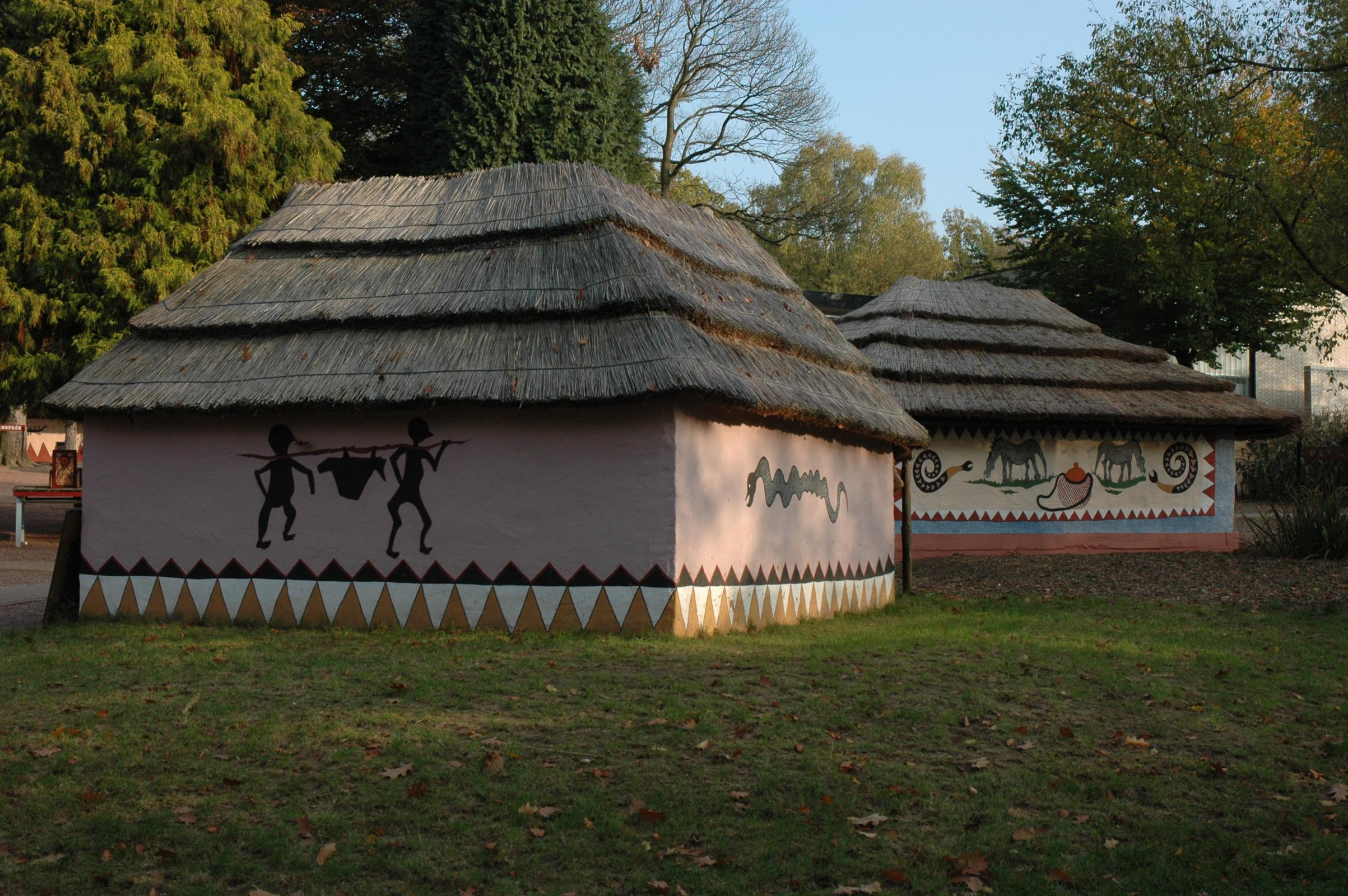
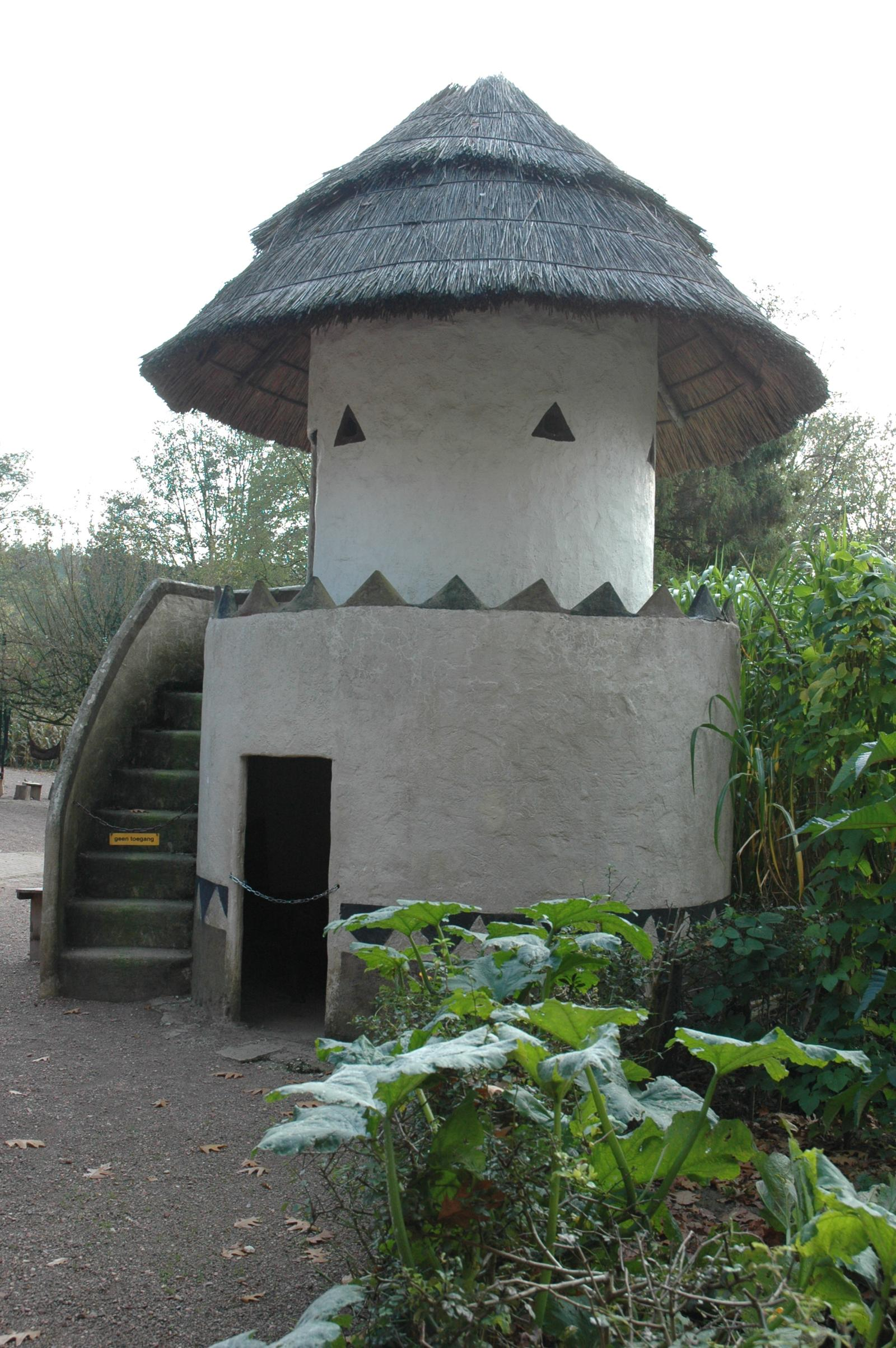
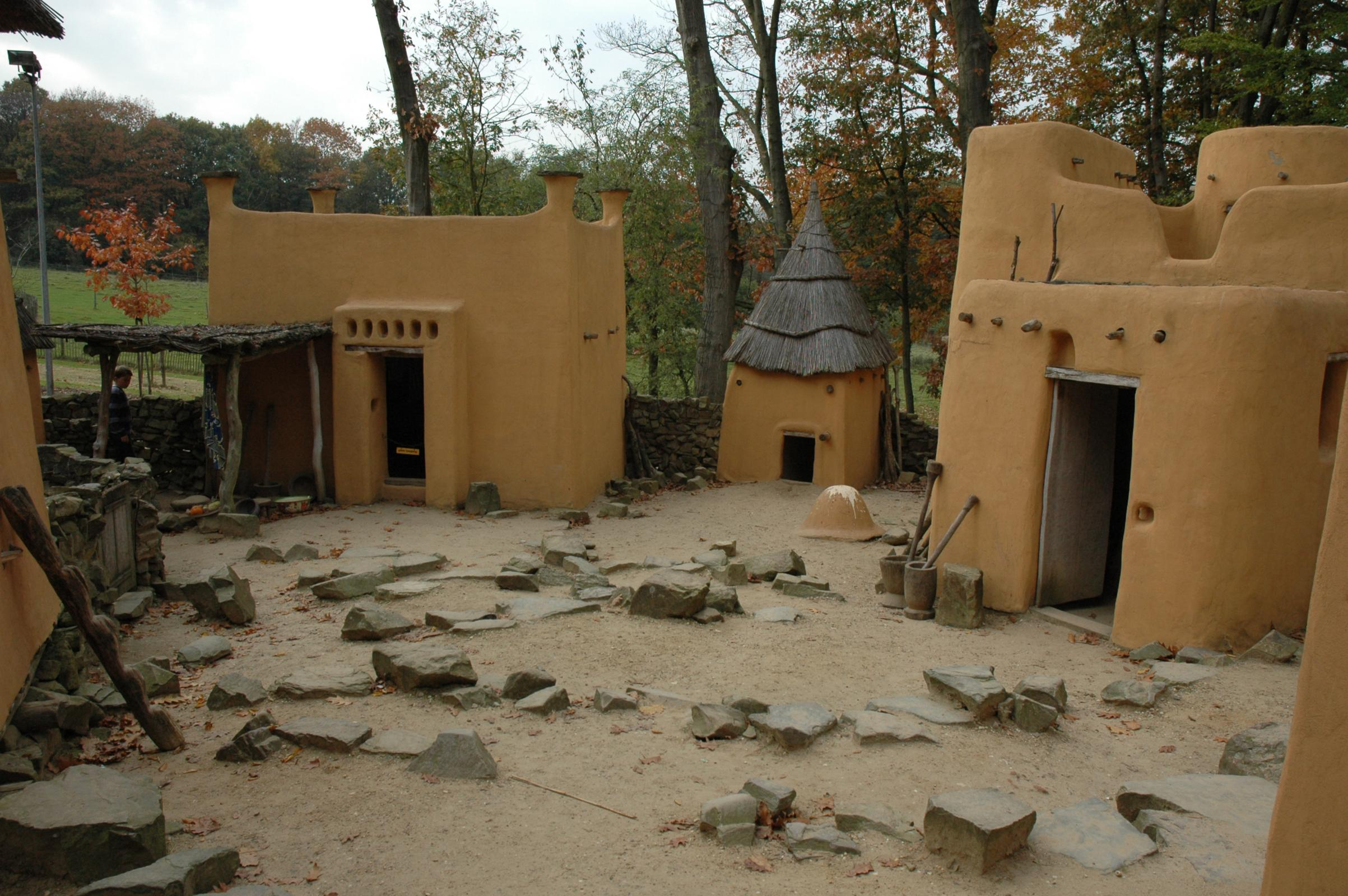
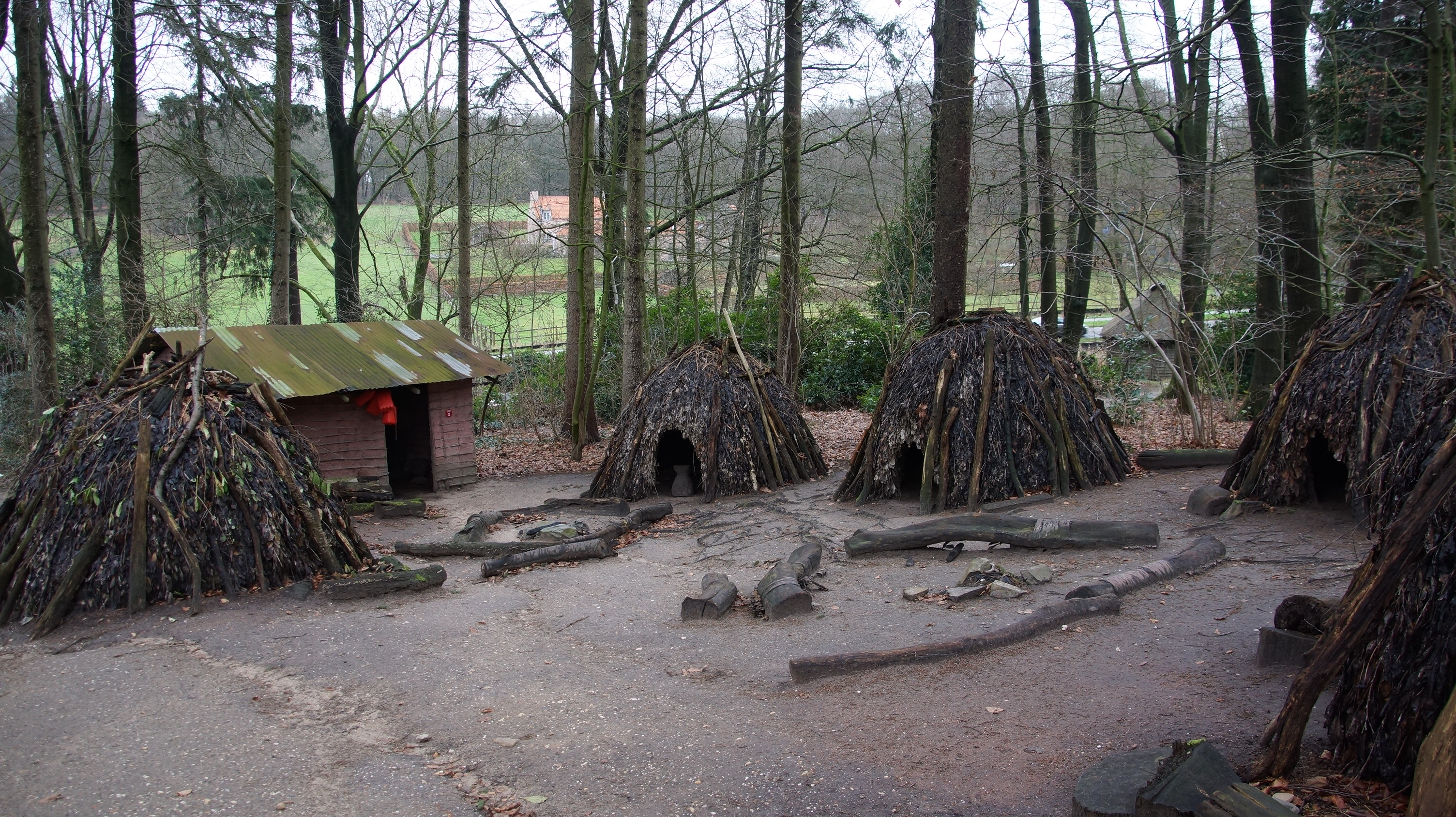

## Afbeeldingen

### Binnenmuseum

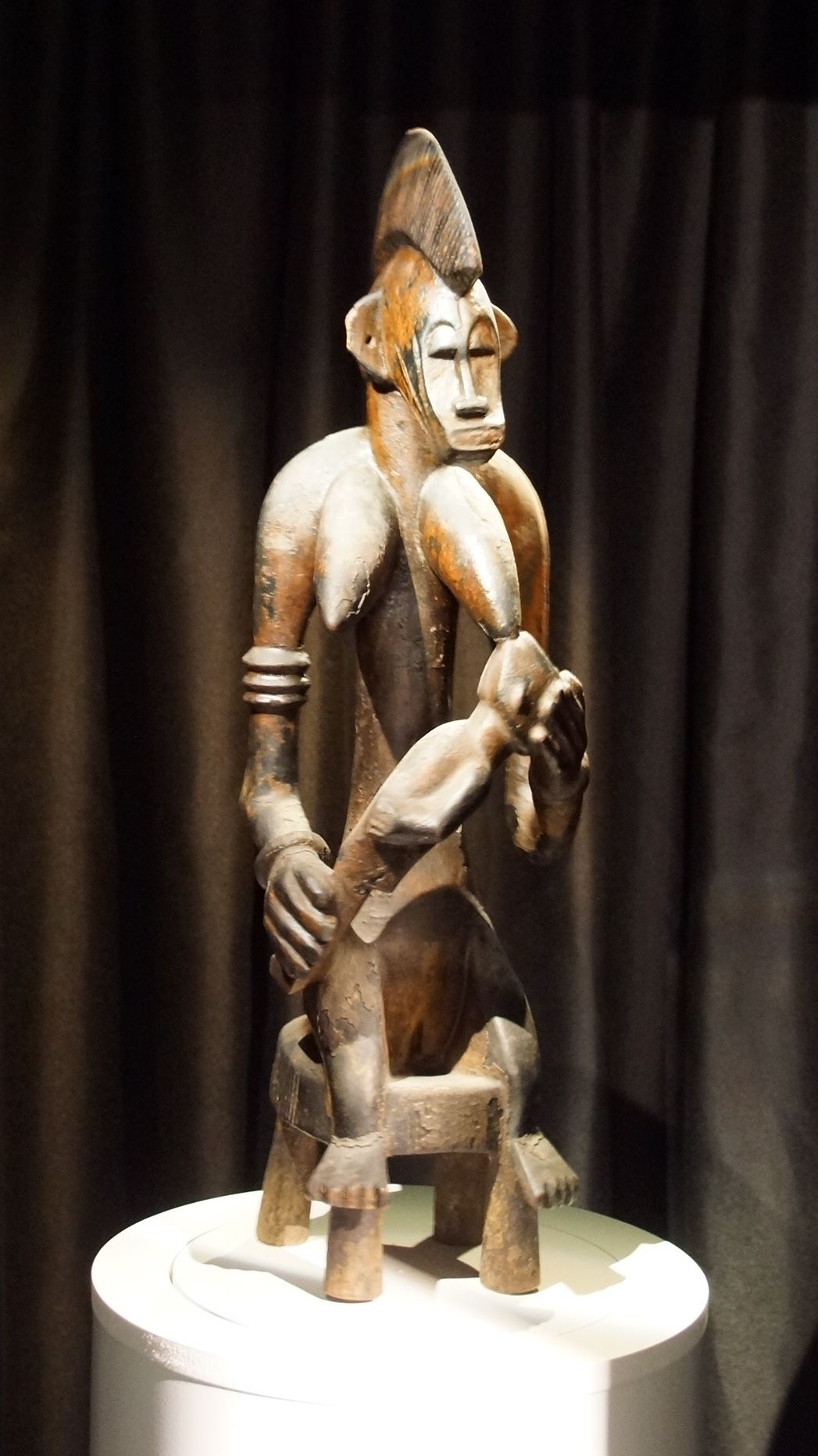
Senufo beeld, Ivoorkust
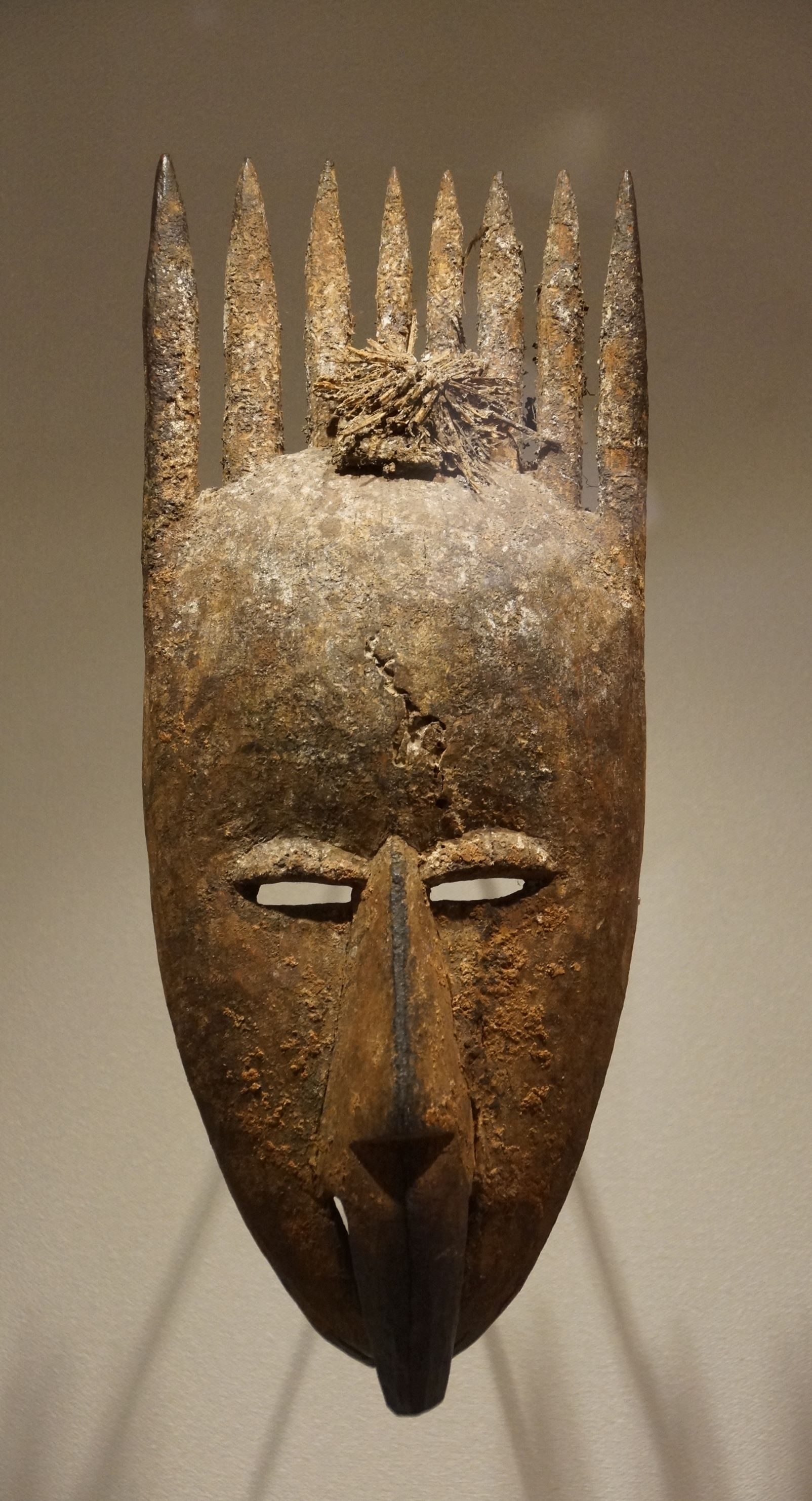
Maumasker, Ivoorkust
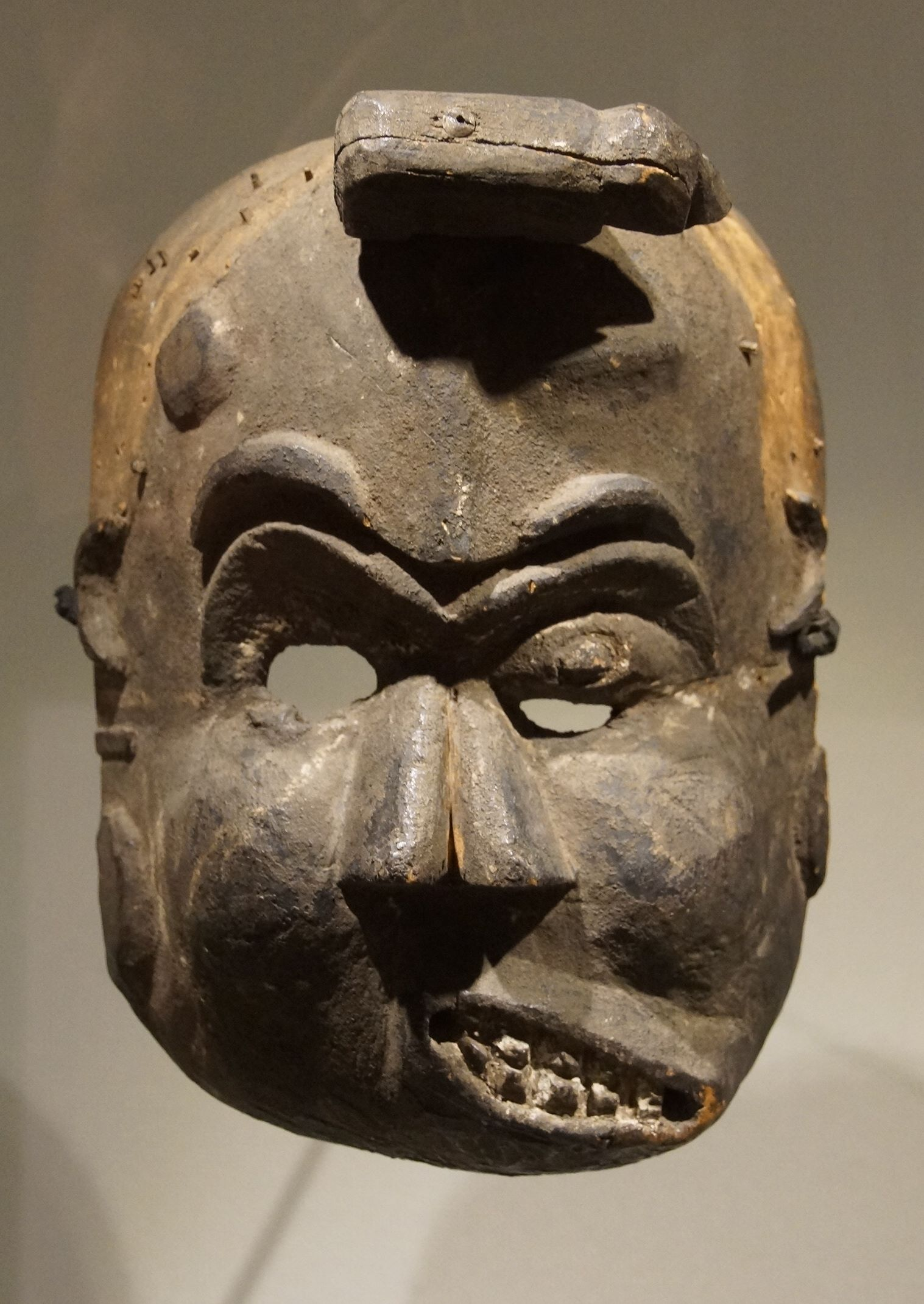
Ekpomasker
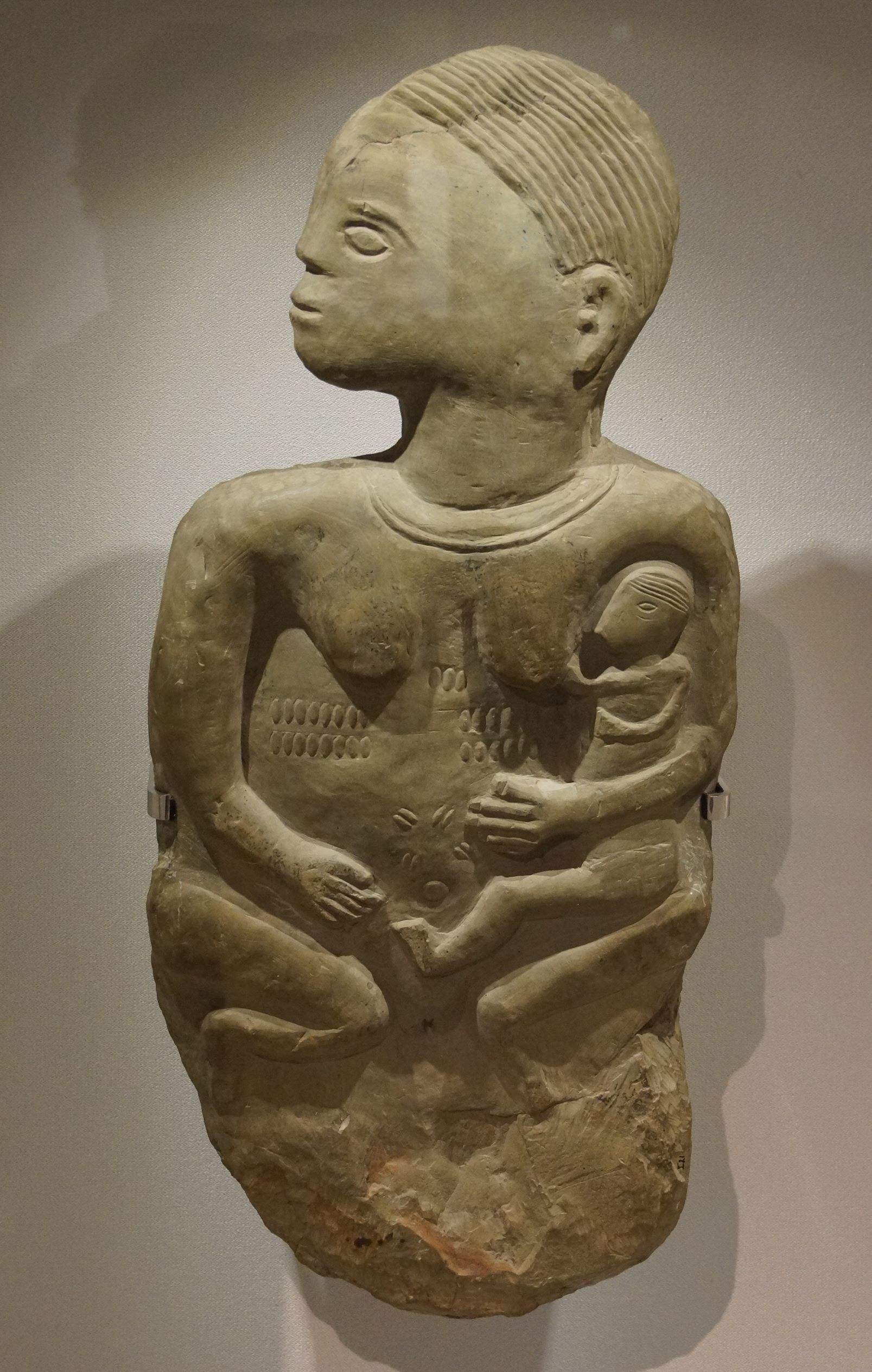
Mbambagrafsteen, Angola